# Triumfetta matudae
Triumfetta matudae är en malvaväxtart som beskrevs av Cyrus Longworth Lundell. Triumfetta matudae ingår i släktet triumfettor, och familjen malvaväxter. Inga underarter finns listade i Catalogue of Life.